# Матвеевка (Добринский район)
Матве́евка — деревня Березнеговатского сельсовета Добринского муниципального района Липецкой области России.

## География
Расположена на левом берегу реки Плавица.
В 2 км северо-восточнее проходит граница с Воронежской областью.

## История
Деревня возникла в 1780-е годы. В 1784 году было проведено межевание земель. Деревня принадлежала  прапорщице Прасковье Игнатовне дочери Брянцовой.
В деревне проживало 14 душ.
В 1862 году упоминается как сельцо владельческое, в котором проживало 363 человека в 21 дворах.
В деревне было имение Брянцовых. В котором проживало 27 дворовых крестьян.
В начале XX века существовали деревни 1-я Матвеевка (Брянская) — 32 двора с 191 жителями и 2-я Матвеевка (Брянская) — 32 двора с 219 жителями.

## Население
| 1862 год |
| 363      |

| 2010 |
| ---- |
| 132  |

## Известные уроженцы
Загвоздкин, Виктор Алексеевич (1925-1994) -   композитор, педагог, отличник народного просвещения (1964), заслуженный работник культуры РСФСР (1965).